# 愛の讃歌
「愛の讃歌」（あいのさんか、仏: Hymne à l'amour、フランス語発音: [imn a lamuʁ]）は、フランスのシャンソン歌手：エディット・ピアフの歌。作詞はピアフ、作曲はマルグリット・モノーによる。シャンソンを代表する楽曲として世界中で親しまれている。

## 解説
本作の歌詞は1947年10月、ピアフがアメリカ初公演時に出会い、恋の相手であったプロボクサー、マルセル・セルダンが1949年10月28日に飛行機事故で亡くなったのを悼んで作られたと言われてきたが、セルダンの生前に書かれたものであることが判明している。相思相愛で誰もが知る仲ではあったが、妻子を持つセルダンとの恋愛に終止符を打つために書いたものだと考えられている。レコーディングは1950年5月2日。
本作は人気を集め、ピアフの後も幾度も別の歌手に唄われた（ジョニー・アリディのように歌詞を男性に合わせた場合もあった）。ピアフのトリビュート・アルバムでは、カナダのロック歌手コリー・ハートが歌唱しており、ケベックでは歌手ニコール・マルタンが1976年にアルバムの表題曲にしてヒットした。米国の歌手ジョシュ・グローバンもフランス語歌詞で本作を唄っている。
2007年にはエディット・ピアフの伝記映画が『エディット・ピアフ〜愛の讃歌〜』のタイトルで公開された。
2024年7月26日に行われたパリオリンピック開会式では、エンディングでセリーヌ・ディオンがこの曲をエッフェル塔で歌唱した。

## 日本での歌唱
日本では岩谷時子の訳詞（日本語詞）により越路吹雪が唄ったものが特に有名である。越路版の「愛の讃歌」が収録されているCDなどの売上はトータルで200万枚以上に達し、越路の代表曲の一つとなり、生涯の持ち歌にもなった。また、1969年の『第20回NHK紅白歌合戦』では越路によって「愛の讃歌」が歌唱された。
越路が「愛の讃歌」を唄うようになったのは、1952年に出演した日劇シャンソンショー「巴里の唄」の劇中歌としての歌唱が始まりであった。越路のマネージャーでもあった岩谷が訳詞したが、岩谷にとって訳詞・作詞はこれが初めてであった。岩谷はその後も越路の楽曲の訳詞を手がけ、さらには作詞家として数々のヒット曲を手がけることになった。
岩谷の詞は原詞にある「愛のためなら宝物を盗んだり自分の国や友達を見捨てることも厭わない」という背徳的な内容とは異なったものとなっている。しかし、岩谷が甘い歌詞で日本人向けに大胆に訳したことで結婚披露宴などでも唄われ、日本でも本作が広く親しまれるようになった。この岩谷詞は、後には本田美奈子.がアルバムで取り上げた他、桑田佳祐も日本生命のテレビCM の中でアカペラで歌唱するなど、数多くの歌手が唄っている。
一方、岩谷詞より知名度は低いものの、永田文夫による日本語詞は比較的原詞の意味に忠実な内容となっており、岸洋子や美川憲一が歌唱している（美川は岩谷詞と併せて唄っており、『第56回NHK紅白歌合戦』では岩谷の詞で歌唱している。岸洋子も越路没後は岩谷詞で歌っている）。美輪明宏は原詩の内容を忠実に伝えたいという意図の下で自ら訳した日本語詞を台詞として吟じたあと、フランス語の原詞で歌うというスタイルを取っている（後述の通り、自身の作詞による日本語詞バージョンもある）。また、さらに知名度が低いが、それ以外にも淡谷のり子が唄った井田誠一の訳詞や美空ひばりが唄った水島哲の訳詞などもある。加藤登紀子、宇多田ヒカルは自分で訳詞したものを唄っており、原曲に近い内容の詞作になっている。
スポーツでは、ヴィッセル神戸のアンセムとして、選手入場時や試合勝利後にサポーターがオリジナルの歌詞で「神戸讃歌」として唄うことで知られる。この歌はNHK総合テレビで2008年1月18日に放送された「プレミアム10　絆・被災地をつなぐ“こころの歌”～阪神大震災から13年」において、ヴィッセルが初練習を予定していた日に発生した阪神・淡路大震災で犠牲になった人たちの願いが込められている、と紹介されている。
フジテレビのスポーツ報道番組『すぽると!』のコーナー「おかえりSPORT」の冒頭で田中ユウスケが編曲した「愛の讃歌」のイントロ部分が使われている。
NHKの連続テレビ小説『花子とアン』では、柳原白蓮の駆け落ち（白蓮事件）をモデルとしたエピソードを描いた2014年7月18日放送分にて、BGMとして「愛の讃歌」が使用され、約4分間にわたって一切台詞無しでフルコーラスを流すという演出が行われた。歌唱は同作のナレーションを務める美輪明宏で、自身の訳した日本語詞による。2014年8月30日にNHK総合で放送された「SONGS」でも、美輪が1968年に自ら発表した日本語詞で熱唱した。
テレビ朝日系列ドラマ『越路吹雪物語』主題歌にも用いられ、瀧本美織と大地真央が歌唱している。
2020年東京オリンピックの閉会式でシンガーソングライターのmiletが歌唱している。

## Hymne à l'amour 〜愛のアンセム〜
「Hymne à l'amour 〜愛のアンセム〜」は、宇多田ヒカルの楽曲であり、『Utada Hikaru SINGLE COLLECTION VOL.2』からの先行配信として、2010年9月28日に発売された。

### 解説
宇多田はフランス語と本人訳による日本語を混ぜた歌詞でカバーしている。このうち日本語詞について、宇多田は「私の実体験からくる、今の心境みたいなもの」「今の日本人に言いたいメッセージっていうのも含めた」「だから、CMでフランス語の部分だけ聴いても、なんか"おしゃれだね"で終わっちゃうのは怖かったんだけど。この曲は特に日本語の歌詞の部分を聴いてもらわないと意味がないと思う｣と語っている。 また、このカバーのトラックはジャズピアニストのチック・コリアの楽曲「スペイン」をイメージしてアレンジされている。 なお、宇多田は2010年12月8日、9日に行ったライブ「WILD LIFE」にてこの曲をピアノ伴奏のみのシンプルなバージョンで披露しており、そのテイクはライブDVD/BDに収録されている。

### 収録曲
1. Hymne à l'amour 〜愛のアンセム〜
作詞：エディット・ピアフ（原詞）、宇多田ヒカル（オリジナル日本語詞）
作曲：マルグリット・モノー
編曲：菊地成孔、宇多田ヒカル
サントリーフーズ「ペプシネックス」CMソング(本人出演)。

## 主なカバー
- ブレンダ・リー
- メリー・ホプキン[13]
- ジョシュ・グローバン
- ナナ・ムスクーリ
- 淡谷のり子
- 一条和矢 - 『Tightrope』収録
- 岩崎宏美 - 『Dear Friends III』収録
- 及川リン - 『Happy Celebration』収録（編曲：田中ユウスケ）
- オナニーマシーン『女のコ』収録
- cargo×seira - 『FLOWER SHOWER』収録
- 加藤登紀子 - アルバム『TOKIKO L'amour 1 〜愛の讃歌〜 さよなら私の愛した20世紀たち Vol.6』収録
- 岸洋子
- 筋肉少女帯 - 『THE SHOW MUST GO ON』収録
- 桑田佳祐 - LIVE AAA 1998「桑田佳祐が唄う20世紀ベストソング」
- 越路吹雪 - 詳細は上述の通り。モノラル録音版とステレオ録音版が存在し、歌詞は同じだが伴奏（編曲）はかなり違っている。
- 斉藤和義 - シングル「虹」収録（LIVE at ZEPP OSAKA 2007.6.20 アルバム『Collection "B" 1993〜2007』収録）
- 佐良直美
- 櫻井敦司 - シングル「惑星 -Rebirth-」カップリング
- 沢田研二 - act CD 大全集（disk6:愛の賛歌（HYMNE A L'AMOR））
- 菅原洋一
- SOPHIA -『青空の破片』TBS系ドラマ『ひまわり〜夏目雅子27年の生涯と母の愛〜』挿入歌。
- 大地真央『越路吹雪物語 主題歌集』
- 田村芽実 - シングル『舞台』ボーナス・トラック収録
- チャラン・ポ・ランタン - 『テアトル・テアトル』に収録
- 剣幸 - 越路吹雪トリビュートアルバム『越路吹雪に捧ぐ』（2016年12月21日発売）に収録[14]
- T字路s  - 『Tの讃歌』収録
- 東京スカパラダイスオーケストラ - 『KinouKyouAshita』『WORLD SKA SYMPHONY』収録
- 徳永英明
- 中村あゆみ - 『rocks』収録
- 長谷川きよし
- 氷川きよし
- 本田美奈子. - 『JUNCTION』収録
- 美川憲一 - 35周年記念盤『愛の讃歌〜越路吹雪さんに捧ぐ〜』、『ドラマチックシャンソン〜生きる〜』岩谷、永田による作詞両曲を収録
- 美空ひばり - 『カバーソング コレクション』収録
- 美輪明宏
- 森次晃嗣 - 『ジョリーシャポー 〜悠久（とき）〜』収録
- 森山良子
- 杜けあき『越路吹雪トリビュート・アルバム』(CD/TOCT-24191・24192)
- 山口百恵
- KenYokoyama - 『Best Wishes』収録
- 吉永小百合 - 『吉永小百合 愛を歌う』収録
- 龍真咲 - 越路吹雪トリビュートアルバム『越路吹雪に捧ぐ』（2016年12月21日発売）に収録[14]
- Les MAUVAIS GARÇONNES
- 和田アキ子 - 『AKIKO WADA 45th ANNIVERSARY ESSENTIAL COLLECTION』収録
- 玉置浩二
- 岩﨑大昇 (美少年)
- 宇多田ヒカル
- 高畑淳子 - 映画『お終活 再春!人生ラプソディ』挿入歌

## 日本に於ける著作権の概況
JASRACに於いては2018年現在、エディット・ピアフによるオリジナルについては外国作品／出典：PJ (サブ出版者作品届)   ／作品コード 0H0-6960-3 HYMNE A L AMOUR /ORIGINAL/ として登録。日本国内外含め計226組の歌手・楽団・バンドが「アーティスト」として登録されている。
2018年現在、作詞・作曲共にJASRACはPD状態としている（ピアフは1963年、モノーは1961年に死去。日本に於ける著作権の保護期間は著作者の没後50年を経過した2013年時点ですべて満了）。ただし、フランス本国に於いては著作権の保護期間が音楽：著者の死後70年+戦時加算とされており、単純計算しても2033年までは著作権が存続するため要注意である。
日本でのサブ出版 は日音 Synch事業部であったが、2018年現在は出版者として登録されていない。
加えて、著作物を翻訳・編曲・変形・翻案して創作された二次的著作物の「著作権の保護期間」は、原著作物の著作権の保護期間とは独立して認められる。すなわち、創作（翻訳、編曲、変形、翻案）の時に著作権が発生し、二次的著作物著作者（翻訳、編曲、変形、翻案した者）の死亡時期、その二次的著作物の公表時期、あるいは創作時期を起算時として著作権の消滅時期が決定される。
したがって、原著作物の著作権が保護期間満了等の事由により消滅していても、二次的著作物の著作権が消滅しているとは限らない。
本作の場合、2018年現在フランス語によるオリジナルは「日本国内での使用に限り自由に利用可能」であるが、岩谷時子・永田文夫・井田誠一ら制作の日本語詞を利用するには、著作権法で定められた例外を除いて著作権者（2018年3月現在、日本音楽著作権協会）の許諾が必要である。
詳細は「著作権の保護期間#著作権消滅の効果」も参照のこと。